# Cabezuela
Cabezuela ist ein Ort und eine nordspanische Gemeinde (municipio) mit 656 Einwohnern (Stand: 2024) in der Provinz Segovia in der Autonomen Gemeinschaft Kastilien-León.

## Lage und Klima
Die Gemeinde Cabezuela liegt etwa 30 km (Fahrtstrecke) nordnordöstlich von Segovia in einer mittleren Höhe von ca. 955 m. Das Klima ist im Winter rau, im Sommer dagegen gemäßigt bis warm; Regen (ca. 597 mm/Jahr) fällt übers Jahr verteilt.

## Bevölkerungsentwicklung
| Jahr      | 1970 | 1981 | 1991 | 2001 | 2011 | 2021 |
| Einwohner | 911  | 822  | 772  | 698  | 698  | 640  |

## Sehenswürdigkeiten
- Kirche Mariä Himmelfahrt (Iglesia de Nuestra Señora de la Asunción)
- Christuskapelle
- Rathaus

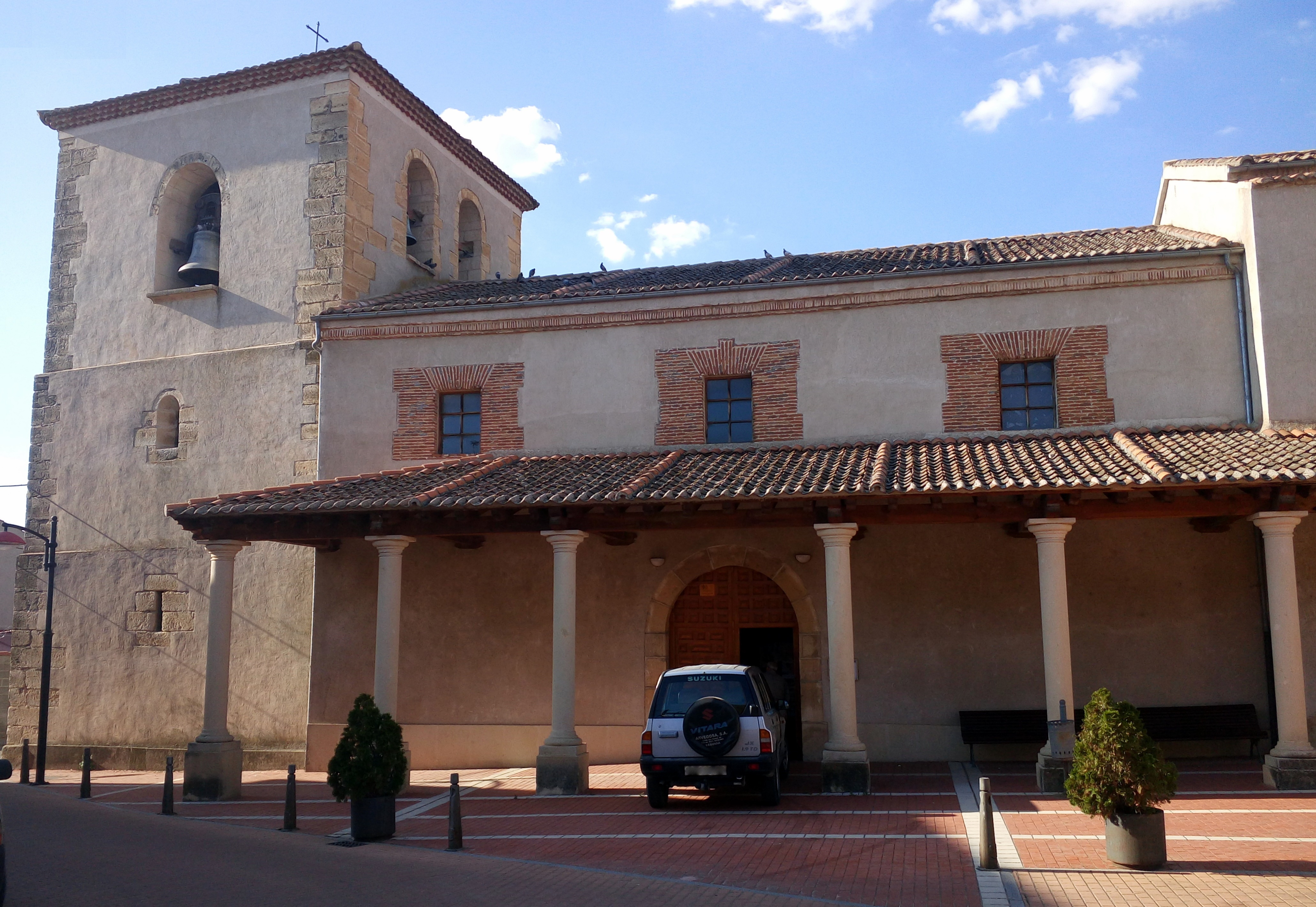
Kirche Mariä Himmelfahrt
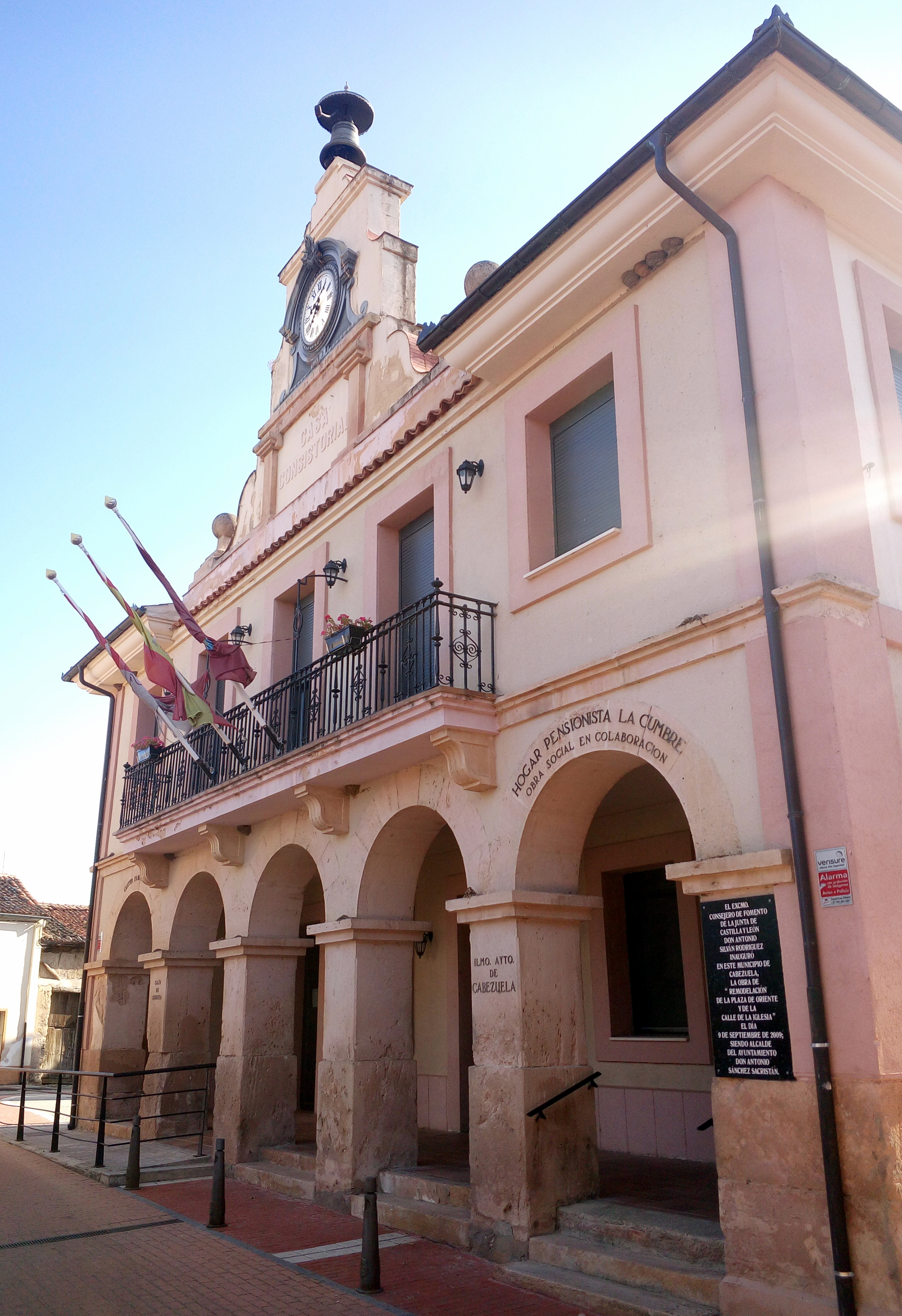
Rathaus